# أحمد أيوب باشا
أحمد أيوب باشا (بالتركية: Ahmed Eyüb Paşa)‏‏ (ولدَ في 1833، إسطنبول - توفي في 28 مايو 1893، إسطنبول) هو سياسي عثماني، تولى منصب والي اليمن.

## مناصبه
تولى المناصب التالية:
- والي اليمن (1873–1875)